# Conde de Cabral
Conde de Cabral é um título nobiliárquico criado por D. Maria II de Portugal, por Decreto de 8 de Setembro de 1845, em favor de José Bernardo da Silva Cabral.
Titulares
1. José Bernardo da Silva Cabral, 1.º Conde de Cabral;
2. Eduardo Augusto da Silva Cabral, 2.º Conde de Tomar.

Após a Implantação da República Portuguesa, e com o fim do sistema nobiliárquico, usaram o título: 
1. Joaquim Guedes Cabral Correia de Queirós, 3.º Conde de Cabral;
2. Jacinto Brandão de Melo de Magalhães Guedes de Queirós, 4.º Conde de Cabral, 3.º Conde e 3.º Marquês da Foz.